# Martin Fleischmann
Martin Fleischmann FRS (29 de marzo de 1927 – 3 de agosto de 2012) fue un químico británico, reconocido por su trabajo en electroquímica.  Es conocido por su investigación de la fusión fría con Stanley Pons sobre el exceso de calor en el agua pesada, que atrajo la atención de los medios de comunicación y generó escepticismo y críticas dentro de la comunidad científica.

## Vida personal
Martin Fleischmann nació en Karlovy Vary, Checoslovaquia (actual República Checa), en 1927. Su padre era un abogado adinerado, y su madre, la hija de un funcionario civil austríaco de alto rango. Puesto que su padre era de ascendencia judía, la familia de Fleischmann abandonó un castillo de su propiedad, y se trasladó a los Países Bajos, y luego a Inglaterra en 1938 para evitar la persecución nazi. Su padre murió por complicaciones de las heridas recibidas en una prisión nazi; tras lo cual, Fleischmann vivió un período con su madre, en una cabaña alquilada en Rustington, Sussex. Recibió su educación en Worthing High School for Boys. Después de servir durante la guerra, en la Unidad de Entrenamiento de la Fuerza Aérea Checa, se trasladó a Londres para estudiar la licenciatura y posgrado en química en el Imperial College London. Obtuvo su doctorado en 1951, bajo la supervisión del profesor Herrington. Su tesis doctoral trató sobre la difusión del hidrógeno electro generado a través de láminas de paladio. Siendo estudiante conoció a Sheila Flinn, la que sería su esposa durante 62 años.

## Carrera

### Electroquímica (de 1950 a 1983)
Su carrera profesional estuvo centrada casi enteramente en la electroquímica. Fleischmann impartió clases en el King's College de la Universidad de Durham, que en 1963 se convirtió en la Universidad de Newcastle upon Tyne. En 1967 se convirtió en Catedrático de Electroquímica en la Universidad de Southampton, ocupando la Cátedra Faraday de Química. De 1970 a 1972, fue presidente de la Sociedad Iberoamericana de Electroquímica (SIBAE). En 1973, junto con Patrick J. Hendra y James McQuillan, tuvo un papel importante en el descubrimiento del efecto de Dispersión Raman mejorada en superficie (SERS por sus siglas en inglés), una contribución por la que la Universidad de Southampton recibió una placa de Lugar de Interés Químico por la Sociedad Real de Química en 2013. También desarrolló el ultramicroelectrodo en la década de 1980. En 1979,  le otorgaron la medalla para electroquímica y termodinámica por la Royal Society de Londres. En 1982 se retiró de la Universidad de Southampton. En 1985 recibió el Premio Olin de Paladio de la Sociedad Electroquímica, y en 1986 fue elegido como Miembro de la Royal Society.
Culminó su labor de maestro en 1983, y se le otorgó el cargo de profesor honorífico en la Universidad de Southampton.

### Membresías y premios
- Tesorero/secretario de la Sociedad Internacional de Electroquímica (1964-1967)
- Presidente de la Sociedad Internacional de Electroquímica (1973-1974)
- Medalla de Electroquímica y de Termodinámica de la Sociedad Real de Química (1979)
- Membresía de la Royal Society (1985)
- Medalla Olin de Paladio de la Sociedad Electroquímica (1986)

### Fusión fría (1983-1992)
Fleischmann confió a Stanley Pons que podría haber encontrado una manera de crear fusión nuclear a temperaturas ambiente. De 1983 a 1989, él y Pons gastaron $100,000 en la financiación de experimentos en la Universidad de Utah. Fleischmann quería publicarlo primero en una revista poco conocida, y ya había hablado con un equipo que estaba haciendo trabajo similar en una universidad diferente para una publicación conjunta. Los detalles no se conocen, pero parece que la Universidad de Utah quiso establecer prioridad sobre el descubrimiento y sus patentes haciendo un anuncio público antes de la publicación. En una entrevista con 60 Minutos el 19 de abril de 2009, Fleischmann declaró que el anuncio público fue idea de la universidad, y que lamentaba hacerlo. Esta decisión más tarde causaría fuertes críticas contra Fleischmann y Pons, siendo percibida como una ruptura respecto a cómo la ciencia es normalmente comunicada a otros científicos.
El 23 de marzo de 1989 el descubrimiento fue finalmente anunciado en una rueda de prensa como "una reacción de fusión nuclear sostenida”, el cual fue rápidamente etiquetado por la prensa como fusión fría — un resultado que anteriormente se creía imposible de conseguir. El 26 de marzo, Fleischmann advirtió en el Wall Street Journal Report de no tratar de replicarla hasta que el artículo se publicara dos semanas más tarde en la Journal of Electroanalytical Chemistry, pero aquello no frenó a centenares de científicos, quienes ya habían empezado a trabajar en sus laboratorios al momento de oír la noticia el 23 de marzo. En la mayoría de los casos fallaron en reproducir los efectos. Aquellos que fallaron en reproducir la reacción atacaron a la pareja de investigadores por exponer un trabajo fraudulento, torpe, y poco ético; resultados incompletos, irreproducibles, e inexactos; e interpretaciones erróneas. Cuando el artículo fue finalmente publicado, tanto electroquímicos como físicos lo calificaron de “poco riguroso” y “no informativo”, y se dijo que, si Fleischmann y Pons hubieran esperado para la publicación de su artículo, la mayoría del problema habría sido evitado, pues los científicos no habrían ido tan lejos en tratar de replicar su trabajo. Fleischmann y Pons demandaron a un periodista italiano que había publicado críticas muy duras en su contra, pero el juez rechazó el caso diciendo que las críticas eran apropiadas dado el comportamiento de los científicos, la falta de evidencia desde el primer anuncio y la falta de interés demostrado por la comunidad científica; y que estas eran una expresión del “derecho de informar” del periodista. Fleischmann, Pons y los investigadores que creyeron haber reproducido el efecto quedaron convencidos de que el efecto era real, pero la comunidad científica en general quedó escéptica.
En 2009, Michael McKubre concluyó su intento de replicar el "Efecto Fleischmann-Pons”, que hay “producción de calor compatible con energía nuclear, pero no con energía química o efecto de almacenamiento reticular conocido”. Esto era una extensión del trabajo hecho por Miles en el Navy Laboratorio (NAWCWD) en China Lake, California (de 1990 a 1994).

### Jubilación (de 1992 a 2012)
En 1992, Fleischmann se mudó a Francia con Pons para continuar su trabajo en el laboratorio IMRA (parte de Technova Corporation, una filial de Toyota), pero en 1995 se jubiló y regresó a Inglaterra. Fue coautor de otros artículos en el campo de la fusión fría, junto a investigadores de la Armada de los EE. UU. y de laboratorios nacionales italianos (INFN y ENEA). En marzo del 2006, la división "D2Fusion Inc” de “Solar Energy Limited” anunció en una nota de prensa que Fleischmann, en ese entonces de 79 años, se desempeñaría como su asesor científico principal.

### Muerte
Fleischmann falleció en su hogar el 3 de agosto de 2012 por causas naturales, tras padecer Parkinson, diabetes y enfermedades cardíacas. Le sobreviven a su hijo Nicolás, sus dos hijas, Vanessa y Carlota, y sus ocho nietos.

## Legado
Mientras ocupaba la cátedra Faraday de Electroquímica, junto con Graham Hills fundó en los años 60' el ahora de renombre Grupo de Electroquímica de la Universidad de Southampton.
Fleischmann produjo más de 272 artículos científicos y capítulos de libro en el campo de la electroquímica. Contribuyó a la teoría fundamental de:
- Diseño de potenciostato
- Microelectrodos
- Nucleación electroquímica
- Espectroscopia Raman amplificada por superficie
- Técnicas de rayos X in-situ
- Electroquímica orgánica
- Ingeniería electroquímica
- Electrodos biológicos
- Corrosión

Poco después de su muerte, se inició un proyecto en su memoria para reunir investigaciones de todo el mundo relacionadas con la fusión nuclear.

## Artículos sobre "Fusión Fría” revisados por pares
- Fleischmann, Martin; Pons, Stanley; Anderson, Mark W.; Li, Lian Jun; Hawkins, Marvin (1990). «Calorimetry of the palladium-deuterium-heavy water system». Journal of Electroanalytical Chemistry 287 (2): 293-348. 1990. doi:10.1016/0022-0728(90)80009-U. «Calorimetry of the palladium-deuterium-heavy water system». Journal of Electroanalytical Chemistry 287 (2): 293-348. 1990. doi:10.1016/0022-0728(90)80009-U. (2): 293–348. doi:10.1016/0022-0728(90)80009-U.
- Fleischmann, Martin; Pons, Stanley (1992). «Some Comments on The Paper 'Analysis of Experiments on The Calorimetry of LiOD-D2O Electrochemical Cells,' R.H. Wilson et al., Journal of Electroanalytical Chemistry, Vol. 332, (1992)». Journal of Electroanalytical Chemistry 332: 33-53. 1992. doi:10.1016/0022-0728(92)80339-6. «Some Comments on The Paper 'Analysis of Experiments on The Calorimetry of LiOD-D2O Electrochemical Cells,' R.H. Wilson et al., Journal of Electroanalytical Chemistry, Vol. 332, (1992)». Journal of Electroanalytical Chemistry 332: 33-53. 1992. doi:10.1016/0022-0728(92)80339-6.: 33–53. doi:10.1016/0022-0728(92)80339-6.
- Fleischmann, Martin; Pons, S (1993). «Calorimetry of the Pd-D2O system: from simplicity via complications to simplicity». Physics Letters A 176 (1–2): 118-129. 1993. Bibcode:1993PhLA..176..118F. doi:10.1016/0375-9601(93)90327-V.Bibcode:1993PhLA..176..118F. doi:10.1016/0375-9601(93)90327-.